# Kismargita megállóhely
Kismargita megállóhely egy Hajdú-Bihar vármegyei megállóhely Újszentmargita településen, a MÁV üzemeltetésében. A személyszállítás szünetel.

## Áthaladó vasútvonalak
A megállóhelyet a következő vasútvonalak érintik:
- Ohat-Pusztakócs–Görögszállás-vasútvonal

## Kapcsolódó állomások
A megállóhelyhez az alábbi állomások vannak a legközelebb:
- Tiszacsege vasútállomás (Ohat-Pusztakócs–Görögszállás-vasútvonal)
- Újszentmargita megállóhely (Ohat-Pusztakócs–Görögszállás-vasútvonal)

## Forgalom
A megállóhelyen és a rajta áthaladó vasútvonal egy szakaszán a vasúti forgalom 2009. december 13-a óta szünetel.
Bővebben: 2009-es magyarországi vasútbezárások

## Megközelítése
A megállóhely Újszentmargita keleti részén helyezkedik el, közúti megközelítése a helyi Hunyadi utcán keresztül lehetséges.